# Siniša Bogdanović
Simo - Siniša Bogdanović (Vorkapić, 14. veljače 1833. – 1909.) bio je nacionalno-romantičarski srpski povjesničar.

## Životopis
Otac i djed su mu bili pravoslavni svećenici u Vorkapićima, a rođen je na praznik Sretenja Gospodnjeg. Djed po majci Katarini Janjanin, poginuo je 1812. kod Borodina. U Rakovcu je završio 5 razreda gimnazije i zatim otišao u vojsku. Kao natporučnik bio je učitelj povijesti i zemljopisa u kadetskoj školi u Zagrebu. Družio se s Vukom Karadžićem kad je ovaj bio boravio u Topuskom. Skupljao je za njega riječi i poslovice, u izdanjima Vukovih djela potpisane sa S.M.B. Na pogrebu mu je bio jedan bataljon pješačke 53. pukovnije s potpukovnikom Crevarom na čelu. Sin Bogdan bio je činovnik srbijanskog ministarstva financija, a kći Milica profesorica na ženskom liceju u Zagrebu. Kći mu je bila među prvim studenticama Zagrebačkog sveučilišta, uz Milku Maravić i Vjeru Tkalić, koje su upisale studij 1901. godine, odmah nakon što im je to bilo omogućeno kraljevskim dekretom. Milica Bogdanović je bila i prva žena koja je doktorirala na Kraljevskom sveučilištu Franje Josipa I u Zagrebu, 1907. godine. Tema doktorata je bila Car Julijan Apostata prema hrišćanstvu.